# 放課後せんせーしょん!
『放課後せんせーしょん!』（ほうかごせんせーしょん!）は、庄名泉石による日本の漫画作品。
『まんがタイムきららMAX』（芳文社）において、2010年9月号にゲスト掲載の後、2011年1月号から2013年1月号まで連載された。

## あらすじ
新入生の須藤葵は、自由奔放ながらどんなことでもそつなくこなす完璧超人。既存の部活に飽き足らない彼女が「一番楽しい場所」として選んだのは、生徒会長の麻丘樹英らが集う生徒会室だった。個性的な仲間たちも巻き込み、学校中を舞台に繰り広げられるドタバタストーリー。

## 登場人物
須藤 葵（すどう あおい）
連載開始時に入学してきた1年生。登場人物の中では最も小柄。
自由奔放な性格で行動力があり、ほぼ毎回他の仲間たちを自分の思いついたことに巻き込む。一方でスポーツや芸術など、あらゆる面で天才的な能力を発揮し、既存の部活では飽き足らずに生徒会室に通うようになった。
麻丘 樹英（あさおか きえ）
2年生で生徒会長。眼鏡をかけている。基本的にはツッコミ役。シスコン気味の兄がいる。
入学式の演説で顔を合わせて以来、常にアオイに振り回されている。だが、仲間たちと一緒の時間を楽しむそぶりを見せることもあり、まんざらでもない様子。
貧乳をコンプレックスに思っている様子がみられる。
咲宮 小桃（さきみや こもも）
2年生。アオイの幼なじみ。アオイやキエには「コモ」と呼ばれている。
穏やかで何事も気にしない性格だが、食べることが大好き。学園祭では大食いチャレンジを断られたほどである。
実は大豪邸に住むお嬢様。家には対アオイ専用の警備システムがあるらしい。
神原 素直（かんばら すなお）
1年生。第2話でアオイと仲良くなり、そのまま生徒会室に顔を出すようになった。
クールな表情の一方で性格はシャイだが、たまに物事をハッキリ言うことがある。アオイの気まぐれに巻き込まれることを楽しんでいる。
長身でスタイル抜群のモデル体型であるが、本人はそのことを気にしているらしい。
ゆかり
おそらく2年生。初期はコマの片隅にこっそりと登場する役柄がほとんどだったが、連載が進むにつれてストーリーに関わることも増えている。
病弱でよく倒れる。マジックや蛇使いが得意など、どこか怪しいオーラを漂わせている。
吉川先生
生徒会の顧問教師。愛称は「さっちゃん先生」。
アオイに負けず劣らずの自由人であり、キエを困らせることもしばしば。生徒会室にはあまり顔を出していない模様。

## 書誌情報
まんがタイムKRコミックス（芳文社刊）
1. 2012年1月27日発売／2月11日初版発行 ISBN 978-4-8322-4107-7
2. 2012年12月26日発売 ISBN 978-4-8322-4243-2